# Ray Spalding
Raymond Mark Spalding (ur. 11 marca 1997 w Louisville) – amerykański koszykarz, występujący na pozycji silnego skrzydłowego, obecnie zawodnik Rio Grande Valley Vipers.
W 2015 wystąpił w meczu wschodzących gwiazd szkół średnich – Derby Classic. W 2017 wystąpił w turnieju Adidas Nations Counselors.
1 lutego 2019 został zwolniony przez Dallas Mavericks. 20 lutego zawarł 10-dniową umowę z Phoenix Suns. 3 marca podpisał z klubem kontrakt do końca sezonu.
31 lipca 2019 dołączył do Atlanty Hawks. 8 października został zwolniony przez klub. 10 października został zawodnikiem Houston Rockets. 19 października opuścił klub.
16 stycznia 2020 podpisał umowę z Charlotte Hornets. 29 listopada opuścił klub.
12 lutego 2021 zawarł kontrakt z Houston Rockets na występy zarówno w NBA, jak i zespole G-League – Rio Grande Valley Vipers. Cztery dni później został zwolniony. 18 lutego powrócił do Rio Grande Valley Vipers.

## Osiągnięcia
Stan na 19 lutego 2021, na podstawie, o ile nie zaznaczono inaczej.
NCAA
- Uczestnik turnieju NCAA (2017)
- Zaliczony do:
  - I składu All-ACC Academic (2016, 2017)
  - ACC All-Honorable Mention (2018)